# Erik Hamrén
Erik Hamrén (nacido el 27 de junio de 1957 en Ljusdal, Suecia) es un exjugador de fútbol y entrenador sueco. Actualmente está sin club.

## Trayectoria como jugador
Hamrén nació en Ljusdal pero pasó sus primeros años fuera de Ockelbo, donde su padre trabajaba en el ferrocarril, antes de que la familia se mudara a Ljusdal. Allí, además de jugar de centrocampista en el fútbol, también jugó bandy en Ljusdals BK antes de llegar a Stockvik en Sundsvall. Una lesión detuvo su carrera como futbolista.

## Carrera como entrenador
La carrera de entrenador comenzó en IFK Sundsvall junto con el trabajo como segundo entrenador. En 1983, los juveniles de 18 años del IFK Sundsvall ganaron el oro SM bajo la dirección de Erik Hamrén. Luego comenzó en GIH en Estocolmo. Hamrén comenzó a entrenar clubes en el área de Estocolmo. En 1995 se convirtió en entrenador asistente de Hasse Backe en AIK y luego se hizo cargo del equipo durante dos años donde ganaron dos títulos de copa. Fue despedido en 1997 y reemplazado por Stuart Baxter.
Durante su tiempo en Örgryte IS, Hamrén se convirtió en un entrenador popular entre los seguidores del equipo. Hamrén salvó al equipo en la Allsvenskan en el otoño de 1998 y llevó al equipo al cuarto puesto al año siguiente. Las temporadas 2002 y 2003 fueron seguidas por nuevas posiciones superiores antes de que Hamrén decidiera pasar al Aalborg BK. Además de las medallas de la Allsvenskan con ÖIS, Hamrén ha ganado la Copa de Suecia en tres ocasiones: en 1996 y 1997 con AIK y en 2000 como responsable de ÖIS.
Hamrén entrenó al equipo noruego Rosenborg BK al campeonato de liga en su primera temporada completa con el club. Su trabajo anterior fue como entrenador del equipo de la Superliga danesa Aalborg BK, donde guio al equipo a un quinto puesto en la temporada 2005-06, un tercer puesto en la temporada 2006-07 y al campeonato en la temporada 2007-08.
Después que se especulara, en los medios de comunicación suecos y noruegos, se confirmó el 4 de noviembre de 2009, que Hamrén asumiría la responsabilidad a tiempo parcial, de la selección nacional de Suecia, a la vez que seguía en el Rosenborg, donde su contrato finalizó el 1 de septiembre de 2010. A partir de esa fecha Hamrén asumió las responsabilidades a tiempo completo del equipo nacional sueco. Hamrén clasificó a Suecia para la Eurocopa 2012 y la Eurocopa 2016, antes de dejar el cargo de entrenador de Suecia.
El 8 de agosto de 2018, Hamrén fue nombrado entrenador de la selección de fútbol de Islandia, donde sucedió a Heimir Hallgrímsson. El 15 de noviembre de 2020, luego de que Islandia no se clasificara para la Eurocopa 2020 y mostrara un pobre desempeño en la UEFA Nations League 2020-21 que lo llevó al descenso para la temporada siguiente, Hamren anunció que renunciaría como entrenador después del último partido de Islandia del año.
El 15 de septiembre de 2022 regresó al AaB en la Superliga danesa, cuando Lars Friis fue despedido. El 20 de marzo de 2023, Hamrén fue despedido tras una mala racha de resultados con el equipo ocupando en el último lugar de la Superliga.

## Clubes

### Como entrenador
| Club                  | País      | Año       |
| --------------------- | --------- | --------- |
| Enköpings SK          | Suecia    | 1987-1988 |
| Väsby IK              | Suecia    | 1989      |
| IF Brommapojkarna     | Suecia    | 1990-1991 |
| Vasalunds IF          | Suecia    | 1992-1993 |
| Degerfors IF          | Suecia    | 1994      |
| AIK                   | Suecia    | 1995-1997 |
| Örgryte IS            | Suecia    | 1998-2003 |
| AaB                   | Dinamarca | 2004-2008 |
| Rosenborg             | Noruega   | 2008-2010 |
| Selección de Suecia   | Suecia    | 2009-2016 |
| Selección de Islandia | Islandia  | 2018-2020 |
| AaB                   | Dinamarca | 2022-2023 |

## Palmarés

### Como entrenador

#### Campeonatos nacionales
| Título                 | Club       | País      | Año       |
| ---------------------- | ---------- | --------- | --------- |
| Copa de Suecia         | AIK        | Suecia    | 1995-96   |
| Copa de Suecia         | AIK        | Suecia    | 1996-97   |
| Copa de Suecia         | Örgryte IS | Suecia    | 1999-2000 |
| Superliga de Dinamarca | AaB        | Dinamarca | 2007-08   |
| Tippeligaen            | Rosenborg  | Noruega   | 2009      |
| Tippeligaen            | Rosenborg  | Noruega   | 2010      |
| Mesterfinalen          | Rosenborg  | Noruega   | 2010      |